# Fight and Smile
Fight and Smile(相信希望fight & smile賑災募款晚會)은 일본의 동일본 대지진을 기리기 위해 타이완에서 열린 콘서트이다.

## 같이 보기
- 국경 없는 사랑 311